# The Movie Album: As Time Goes By
The Movie Album: As Time Goes By es un álbum de estudio del cantautor estadounidense Neil Diamond, publicado el 26 de octubre de 1998 por Columbia Records. El disco se ubicó en la posición No. 31 en la lista Billboard 200. En el álbum, Neil interpreta versiones de canciones de famosas películas como Casablanca, Ghost, El rey león, Titanic, Casino Royale y A Hard Day's Night, entre otras.

## Lista de canciones

### Disco Uno
1. «As Time Goes By»
2. «Secret Love»
3. «Unchained Melody»
4. «Can You Feel the Love Tonight»
5. «The Way You Look Tonight»
6. «Love with the Proper Stranger»
7. «Puttin' on the Ritz»
8. «When You Wish upon a Star»
9. «The Windmills of Your Mind»
10. «Ebb Tide»

### Disco Dos
1. «True Love»
2. «My Heart Will Go On»
3. «The Look of Love»
4. «In the Still of the Night»
5. «Moon River»
6. «Ruby»
7. «I've Got You Under My Skin»
8. «One for My Baby»
9. «And I Love Her»
10. «Can't Help Falling in Love»
11. «As Time Goes By - (Reprise)»